# Aéroport de Mweka
L'aéroport de Mweka (code IATA : MEW • code OACI : FZVM) est un aéroport de la ville de Mweka dans la province de Kasaï en République démocratique du Congo.

## Situation
| Bandundu Basango Mboliasa Bunia Gbadolite Gemena Goma Ilebo Kalemie Kananga Kikwit Kindu Kinshasa-Ndjili Kinshasa-N'Dolo Kisangani Kolwezi Lodja Lubumbashi Matari Matadi Mbandaka Mbuji Mayi Nioki Tshikapa Tshumbe |